# Шинин, Карлус
Карлус Эдуарду Безерра Шинин (порт.-браз. Carlos Eduardo Bezerra Chinin; род. 3 мая 1985, Сан-Паулу) — бразильский легкоатлет, специалист по многоборьям. Выступал за сборную Бразилии по лёгкой атлетике в 2004—2013 годах, чемпион Южной Америки и Южноамериканских игр, бронзовый призёр Панамериканских игр, действующий рекордсмен Южной Америки в семиборье и десятиборье, участник летних Олимпийских игр в Пекине.

## Биография
Карлус Шинин родился 3 мая 1985 года в Сан-Паулу.
Занимался лёгкой атлетикой в муниципалитете Гуарульюс, проходил подготовку в местном одноимённом спортивном клубе.
Впервые заявил о себе в десятиборье на международном уровне в сезоне 2004 года, когда вошёл в состав бразильской национальной сборной и выступил на молодёжном южноамериканском первенстве в Баркисимето.
В 2005 году стал четвёртым на чемпионате Южной Америки в Кали.
В 2006 году одержал победу на чемпионате Южной Америки в Тунхе и на Южноамериканских играх в Буэнос-Айресе.
В 2007 году выиграл бронзовые медали на домашних Панамериканских играх в Рио-де-Жанейро и на Универсиаде в Бангкоке. Стартовал на чемпионате мира в Осаке, но провалил все попытки в прыжках с шестом и без результата досрочно завершил выступление.
Благодаря череде удачных выступлений удостоился права защищать честь страны на летних Олимпийских играх 2008 года в Пекине — здесь не смог набрать очков на этапе толкания ядра и принял решение отказаться от дальнейшей борьбы после первого соревновательного дня.
В 2009 году добавил в послужной список победу, одержанную в десятиборье на чемпионате Южной Америки в Лиме.
В июне 2013 года на соревнованиях в Сан-Паулу установил рекорд Южной Америки и национальный рекорд Бразилии в десятиборье — 8393 очков. Отметился успешным выступлением на чемпионате мира в Москве, где с результатом в 8388 очков стал в итоговом протоколе шестым.
Впоследствии оставался действующим спортсменом вплоть до 2016 года, хотя в последнее время уже не показывал сколько-нибудь значимых результатов на международной арене.